# البرلمان الشامل
البرلمان الشامل هو كتلة برلمانية في المجلس. تشكّلت عام 2023 خلال انعقاد الدورة الثامنة للمجلس، وتضمّ نوابًا من جميع الأحزاب الستة، بالإضافة إلى نواب مستقلين، بالإضافة إلى نواب مجلس الشيوخ.
تشكلت المجموعة البرلمانية بعد انتخاب النواب ذوي الإعاقة في المجلس التشريعي لعام 2023. وتهدف إلى معالجة القضايا المتعلقة بحقوق ذوي الإعاقة، وتحسين الإدماج، وتحسين نوعية الحياة للأشخاص ذوي الإعاقة في كازاخستان.

## تاريخه
في عام 2020، أقر البرلمان قانون الحصة البرلمانية الإلزامية، والذي يتطلب من الأحزاب ترشيح ما لا يقل عن 30٪ من النساء والشباب كمرشحين نواب لمجلس النواب، المجلس. ومع ذلك، أجريت الانتخابات التشريعية لعام 2021 قبل سن تعديل آخر للقانون في أواخر عام 2021 بموجب اقتراح الرئيس قاسم جومارت توكاييف، بما في ذلك الأشخاص ذوي الاحتياجات الخاصة في الحصة، والذي كان من المتوقع أن يؤثر على تكوين المجلس في الانتخابات المقبلة.
بعد الحل المبكر للبرلمان السابع في كازاخستان ، شهدت الانتخابات التشريعية لعام 2023 انتخاب العديد من المشرعين ذوي الإعاقة للبرلمان الثامن في كازاخستان. دفع هذا التطور إلى إنشاء مجموعة البرلمان الشامل المكونة من 18 نائبًا في 27 يونيو 2023 بموجب قرار مكتب المجلس، والتي ستبدأ قريبًا مهامها تحت قيادة نائب أمانات إرلان عبدييف.

## قائمة قادة المجموعة
| قائد المجموعة | قائد المجموعة       | قائد المجموعة       | قائد المجموعة | نائب(ون) القائد | نائب(ون) القائد     | نائب(ون) القائد     | نائب(ون) القائد     |
| اسم           | بداية الفصل الدراسي | نهاية الفصل الدراسي | ملحوظات       | اسم             | بداية الفصل الدراسي | نهاية الفصل الدراسي | ملحوظات             |
| ------------- | ------------------- | ------------------- | ------------- | --------------- | ------------------- | ------------------- | ------------------- |
| إرلان عبدييف  | 27 يونيو 2023       | حاضر                | عضو في أمانة  | لازات قالتاييفا | 8 سبتمبر 2023       | حاضر                | نائب في مجلس الشيوخ |
| إرلان عبدييف  | 27 يونيو 2023       | حاضر                | عضو في أمانة  | سيتجان كينجيجول | 8 سبتمبر 2023       | حاضر                | عضو في كيو اتش بي   |

## العضوية التاريخية
الاجتماع الثامن
| اسم               | حزب                  |
| ----------------- | -------------------- |
| إرلان عبدييف      | أمانات               |
| لازات قالتاييفا   | أمانات               |
| سيتجان كينجيجول   | كيو اتش بي           |
| جوهر تاناشيفا     | كيو اتش بي           |
| جاركينبيك أمانتاي | أمانات               |
| نورلان أويسباييف  | حزب العدالة والتنمية |
| إرجان بيسينباييف  | أك جول               |
| ماجيرام ماجيراموف | كيو اتش بي           |
| داوليت موكاييف    | مستقل                |
| دينارا نوموفا     | جمهورية              |
| تاتيانا سافيليفا  | أمانات               |
| أجار ساجانديكوف   | حزب العدالة والتنمية |
| نوريز سايلاوباي   | حزب العدالة والتنمية |
| تانسويل سيريكوف   | أويل                 |
| إيرينا سميرنوفا   | كيو اتش بي           |
| إسلام سنقار       | كيو اتش بي           |
| جوليديز سليمانوفا | أمانات               |
| نورجول تاو        | جمهورية              |